# New Age

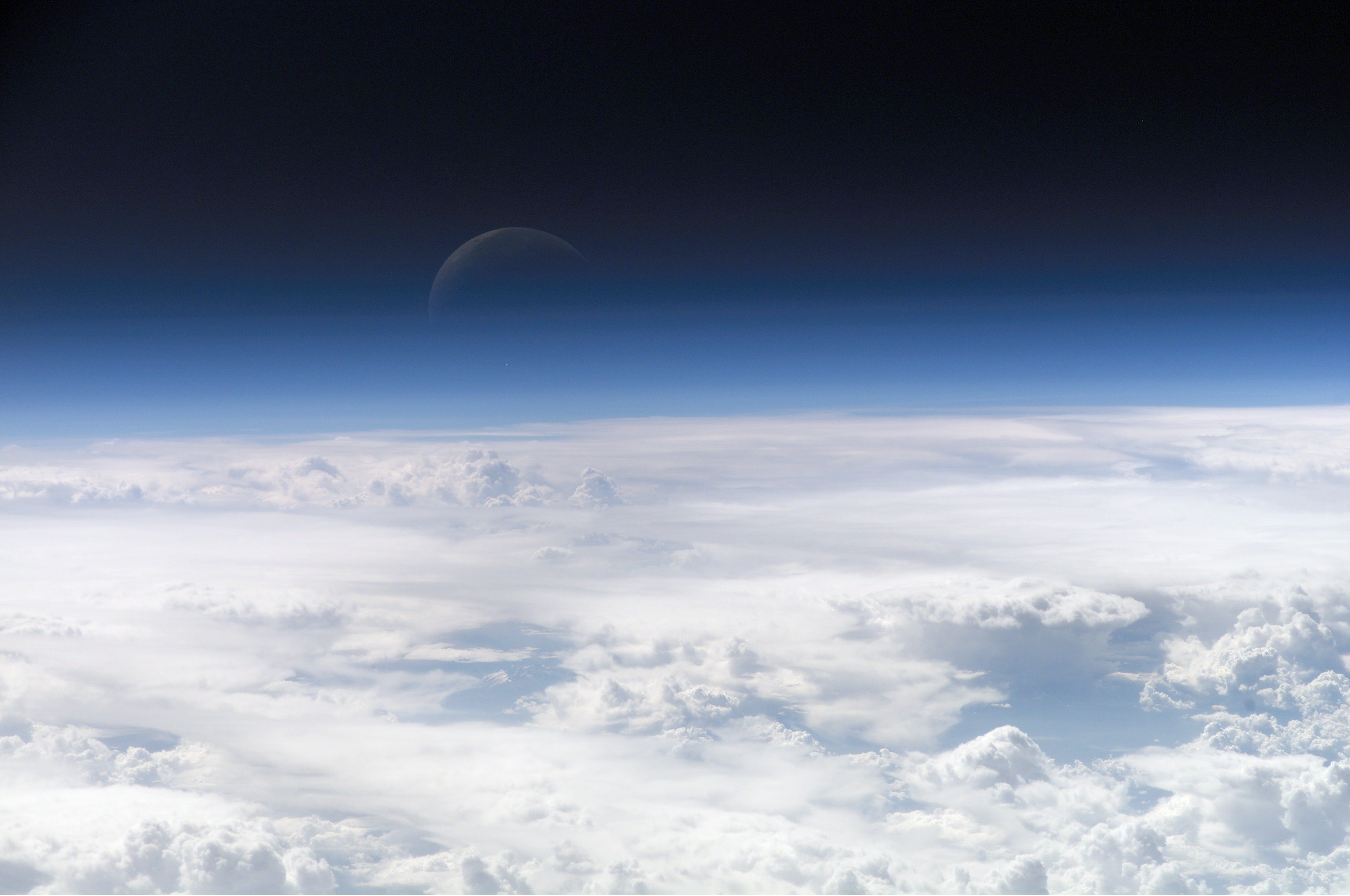
A New Age mozgalom szimbólumai között gyakran láthatunk, Föld, Hold és világűr ábrázolásokat is, ezzel is utalva az Univerzummal való kapcsolatra

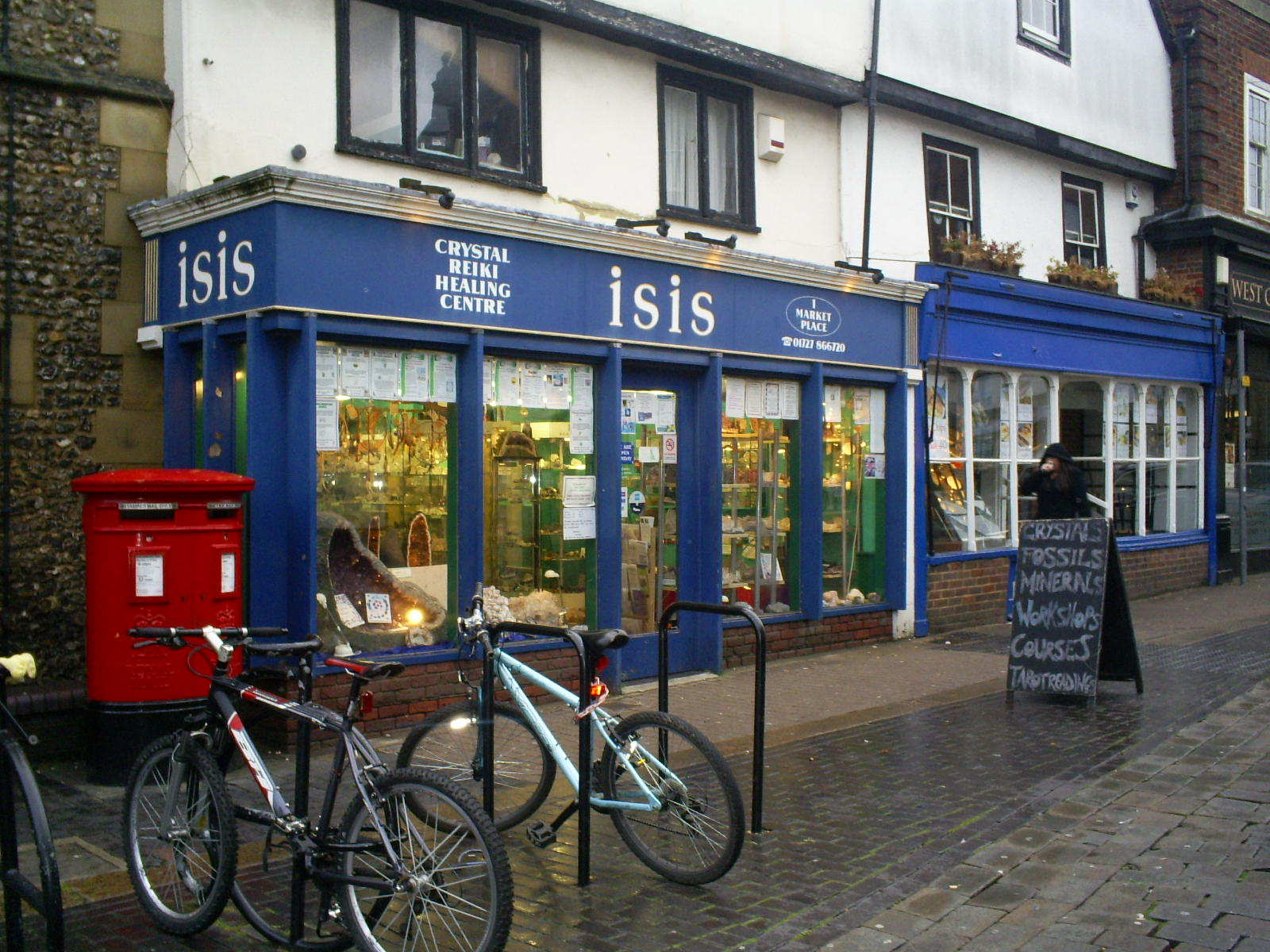
Egy New Age üzlet az Egyesült Királyságbeli St Albans városában

A New Age (magyarul: Új Kor vagy Új Korszak) egy az 1970-es években, az Egyesült Államokbeli Kalifornia államban létrejött utópisztikus mozgalom. A New Age egyfajta „láthatatlan vallás”, amit a nem intézményesült transzcendens világnézet, a vallás, a filozófia, az asztrológia és a tudomány sajátos összekeverése jellemez. A New Age továbbá utal arra is, hogy nézeteik szerint a Föld a Halak korszakából a Vízöntő korába lépett, ami így egy új világ, egy új kor kezdete.
A mozgalom vallásjellege erősen vitatott. Ellentétben más vallásokkal, ennek nincs leszabályozott dogmarendszere, a hangsúly az egyénen van, akinek a saját lelki útját kell követnie, meg kell tanulnia egy kozmikus egész részeként élni, és ezen tudatbővülés állandó folyamatában kell mélyebb ismereteket szereznie a világról, így az erőszakon alapuló gondolkodást fel kívánja váltani az együttműködésre való törekvés. Egyes ágai viszont nagyon is zárt rendszert képviselnek. A New Age a keleti vallások, pogányság és spiritualizmus által befolyásolt egyéni és személyes hitek széles sávjának gyűjtőneve, mely egy új fejlődő vallás jegyeit mutatja ugyan, de napjainkban lelki keresők, tanítók, gyógyítók és más résztvevők laza hálózatának tekinthető, de ettől még kihívást jelent a történelmi egyházakra nézve.
A New Age magába foglal több spirituális és vallási hagyományt, többek között a panteizmust, a monoteizmust együtt a politeizmussal, de a tudományt is, a pszichológiát, a csillagászatot, a Gaia-elméletet, vallja továbbá az ökológia, a környezetvédelem fontosságát is. A New Age gyakorlatok és filozófiák gyakran merítenek inspirációt több világvallásból, mint például a buddhizmus, a taoizmus, a kereszténység, a szúfizmus, a judaizmus (onnan különösen a kabbala), valamint érezhető rajta a kelet-ázsiai vallások, az ezotéria, a gnoszticizmus, az idealizmus, az újpogányság, a spiritizmus és a teozófiai hatások is. Előfutárjainak többek között  Helena Blavatsky, Teilhard de Chardin, Carl Jung és Rudolf Steiner tekinthetők.

## Jellemzői

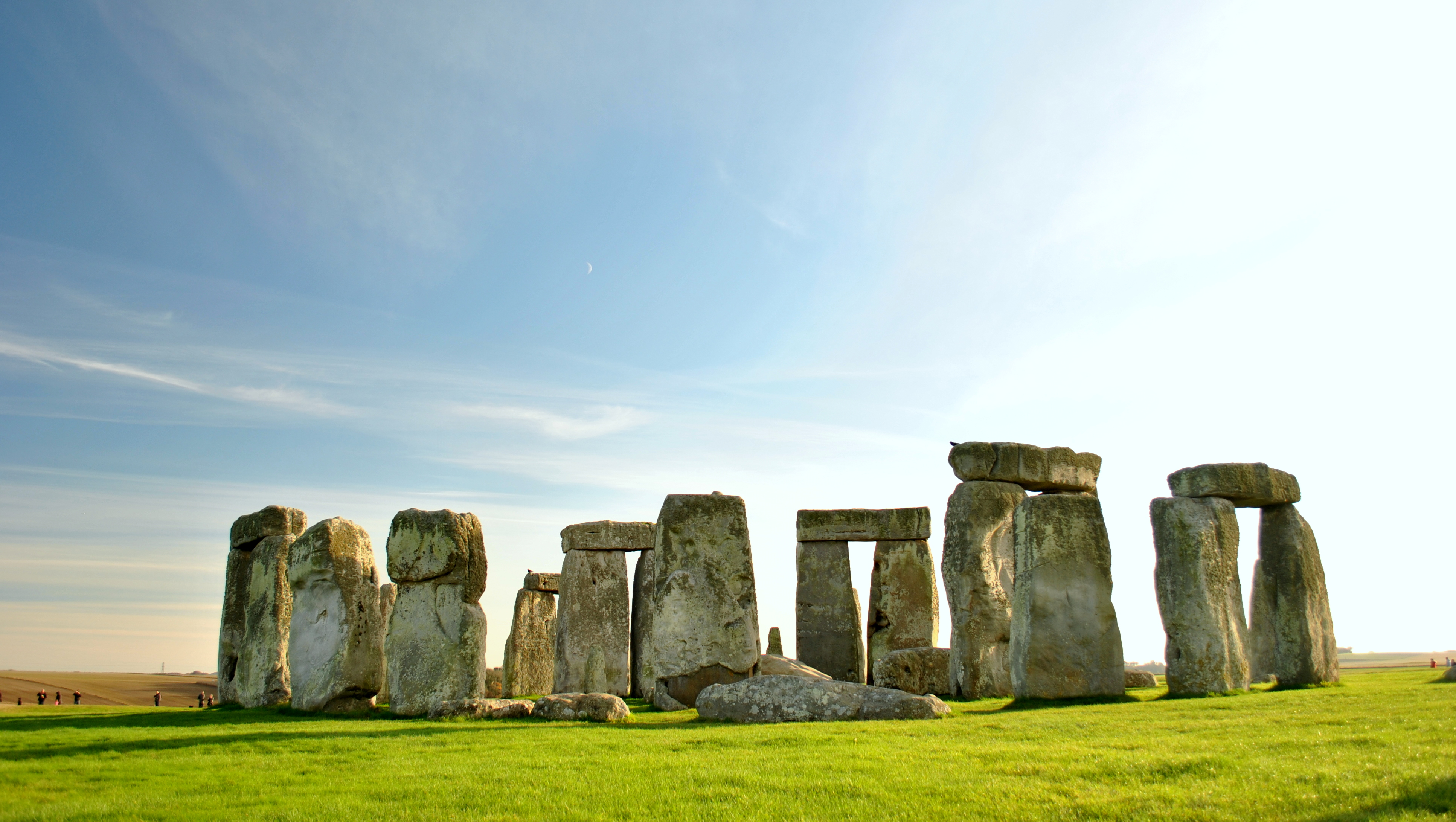
A Stonehenge és más ehhez hasonló ókori helyszíneket tisztelik azok, akik gyakorolják a New Age lelkiséget

A New Age erősen spirituális beállítottságú, a legkülönbözőbb világvallásokból – különösen a keleti vallásokból – merít és az így átmentett nézeteket (időnként módosított, átértelmezett formában) beépíti saját filozófiájába. Mivel hitelvei, előírásai nincsenek, nehéz meghatározni, mi jellemző rá pontosan. A New Age-hívők többnyire hisznek a reinkarnációban, az asztrológiában, a kristályok gyógyító erejében, és más ezekhez hasonló ezoterikus dolgokban.
A New Age követői egy megalapított vallás vezetésének követése helyett rendszerint saját lelki éhségüket a világ vallásaiból, a sámánizmusból, az újpogányságból és okkultizmusból származó misztikus hagyományok anyagaival elégítik ki. Mivel nem szervezett közösségről van szó, így nincsen tisztázott tagság, vagy behatárolt lelkiség sem. A kívülállók leginkább a gondolatok cserehelyein, mint például specializált könyves- és zeneboltokban, és kiállításokon találkozhatnak magával a mozgalommal. Gyakorlatait alternatív lelkiségként jellemezhetjük. Még a látszólagos kivételek is gyakran valamilyen spirituális jelleget hordoznak, mint például az úgynevezett alternatív gyógymódok néha a „test, szellem és lélek” egységét kezelik. Megjegyzendő, hogy az „alternatív” kifejezés itt a nyugati zsidó - keresztény kultúrához való viszonyítást jelent, és az nem tekinthető véletlennek, hogy a legtöbb New Age-gondolat és gyakorlat látszólag a fővonalbeli kereszténységnek ellentmondó elemeket tartalmaz.
Az alábbi lista a New Age gondolkodásmódra jellemző alapelveket tartalmazza. Nem kell a felsoroltak mindegyikének jelen lennie ahhoz, hogy valahol New Age-típusú gondolkodásról, vagy ezen mozgalom jelenlétéről beszéljünk, elég hozzá akár a lista egy-két pontja is. Mivel a New Agenek nincsenek leszabályozott dogma rendszere, nincs egyházrendszere, sem olyan vezetése, amely előírná a mozgalom hívőinek hitrendszerét, így akár két hívő hitvilága között is nagy eltérés lehet. Az alábbi lista azon alapelemeket tartalmazza, amely a legtöbb New Age gondolkodóra jellemző lehet:
1. Panteizmus, kozmosz-hit (Kozmosz = Isten);
2. Monizmus (minden egy);
3. Önmegváltás;
4. „Magasabb tudatállapot” elérése;
5. „Kozmikus tudat” (globális gondolkodás);
6. Asztrológiai szemlélet;
7. Reinkarnációs hit (lélekvándorlás);
8. Energia-miszticizmus;
9. Evolúciós elmélet elfogadása;
10. Szinkretizmus (irányzatok, vallások összekeverése);
11. Kapcsolat túlvilági, vagy kozmikus lényekkel (spiritizmus, démonizmus, UFO-hit);
12. Mágia (szert tenni szellemi hatalomra, paranormális képességre, levitáció, stb.);
13. Kövek, kristályok hatásába vetett hit;
14. A „tudatalatti” hatalma;
15. A homoszexualitás elfogadása;
16. A feminizmus támogatása, a nőiesség, a „női elv” előtérbe helyezése;
17. Meditációs gyakorlatok (befelé irányuló lélektani technikák);
18. Pozitív gondolkodás és hipnózis (önszuggesztió és a regressziós hipnózis);
19. Guruk (mesterek nagy szerepe);
20. A „szellemi” mesterek, tanítók megjelenése a szellemvilágból;
21. A Gaia-elmélet vallása („a világ meggyógyítása”);
22. Az igazság viszonylagosítása (az egység-elv alapján);
23. A „bűn” eltüntetése (minden csak nézőpont kérdése);

## Hitnézetek összetevői

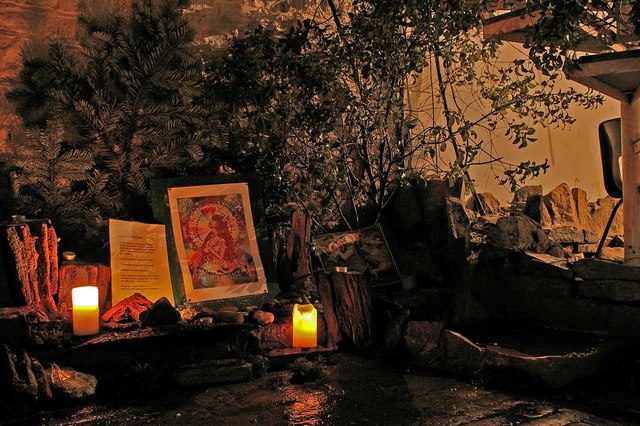
Egy New Age hívő által magának összeállított szentély az angliai Glastonbury városában

A „New Age” elnevezés maga az amerikai tömegmédia szüleménye, mely a 20. század második felében feltűnő, a transzcendentális meditáció és más meditációs technikák, Silva-féle agykontroll, „channeling”, reinkarnáció, kristályok, pszichikus tapasztalatok, pszichokinézis, távolba ható erők (gondolati hatalom, elvarázsolás), telepátia, tudattechnológia, holisztikus egészség, különböző „megoldatlan rejtélyek” (például ufológia), „Föld-titkok”, mint például a gabonakörök jelenségeivel foglalkozó spirituális szubkultúrát írta le. Ezen szubkultúra tipikus tevékenységei közé tartoznak a meditációs csoportokban való részvétel, az előadásokra és kiállításokra járás, könyvek, zene és más termékek (például kristályok és füstölők) vásárlása, jövendőmondók, jósok, gyógyítók és spirituális tanácsadó szolgálatok igénybevétele.
A New Age szubkultúra az 1970-es években jött létre mint önálló fogalom, és egyes elemei kétségtelenül az 1960-as évek ellenkultúrájából származnak. Korábbi generációk felismerték volna a New Age néhány, de nem minden elemét, például a 19. századi spiritualizmust, teozófiát, az Új-Gondolat bizonyos részeit, a metafizikus mozgalmat és több alternatív gyógymódot. Ezek a mozgalmak a transzcendecializmuson, a mesmerizmuson és a svedenborgianizmuson keresztül természetesen a különböző korai nyugati ezoterikus vagy okkult hagyományokig (mint az asztrológia hermetikus (Hermész Triszmegisztosz) művészet, mágikus varázslás, alkímia és kabbala) nyúlnak vissza.

## Vallásgyakorlók száma
Kifejtett, komoly gyakorlóinak száma alacsony, például a kanadai 1991-es népszámlálás szerint a lakosság 0,005%-a (kb. 1200 ember) vallotta magát ezen mozgalom követőjének. Persze ismertek az ilyen statisztikák óriási torzításai. Ugyanakkor a New Age jellegű nézetek népszerűsége igen magas. Ide sorolható több ezoterikus tanítás, például az asztrológia vagy a fengsuj.

## Lásd még
- Újpogányság
- New Age (zene)

## Fordítás
- Ez a szócikk részben vagy egészben  a   New Age című angol Wikipédia-szócikk fordításán alapul.  Az eredeti cikk szerkesztőit annak laptörténete sorolja fel. Ez a jelzés csupán a megfogalmazás eredetét és a szerzői jogokat jelzi, nem szolgál a cikkben szereplő információk forrásmegjelöléseként.

## Külső hivatkozások
- Ezoterikus linkek gyűjteménye
- Bioenergiával kapcsolatos linkek gyűjteménye
- http://www.religioustolerance.org/newage.htm Archiválva 2011. január 4-i dátummal a Wayback Machine-ben
- New Age kihívás
- A New Age másik arca